# Aeropuerto Internacional de Volgogrado
El Aeropuerto Internacional de Stalingrado (Antes Aeropuerto Internacional de Volgogrado) (del ruso: Международный Аэропорт Сталинград) (IATA: VOG, OACI: URWW) es un aeropuerto situado a 15 km al noroeste de Volgogrado, Rusia. El aeropuerto aún es conocido habitualmente por su antiguo nombre, Gumrak (Гумра́к), y fue construido sobre una pista militar de 3300 m. La terminal puede acoger 42 aeronaves de medio/gran tamaño y 91 pequeñas aeronaves. El aeropuerto fue sede de Air Volga, aerolínea que quebró en abril de 2010 y cuya flota y rutas pasaron a RusLine.

## Situación
El Aeropuerto Internacional de Stalingrado está situado en el noroeste del raión de Dzerzhinsky (en la localidad de Airport), en el distrito Gumrak, a 15 kilómetros del centro de la ciudad. Tiene conexiones con el transporte público municipal, y se puede llegar mediante la línea 6E desde Distrito Central, las líneas de marshrutkas: 6, desde distrito Sovetskiy, 6K, desde el distrito Dzerzhinskiy y 80A, desde el distrito Krasnoarmeysky.
El 29 de abril de 2025 un decreto del gobierno Ruso cambio el nombre de Volgogrado a Stalingrado.

## Historia
El aeropuerto de la ciudad de Stalingrado fue inaugurado el 10 de marzo de 1933. Sin embargo, con el comienzo de la Gran Guerra Patria, el 70% del personal de vuelo técnico fueron llamado a filas para incorporarse al Ejército Rojo. Inmediatamente después del final de la batalla de Stalingrado en febrero de 1943, el aeropuerto empezó a funcionar de nuevo. 
El aeropuerto, que entonces se llamaba Aeropuerto Gumrak, fue utilizado por el 6.º Ejército alemán como combustible y depósito de suministros (junto con el cercano aeródromo de Pitomnik) durante la batalla de Stalingrado en 1942-1943. Después de la caída de Pitomnik el 17 de enero de 1943, Gumrak fue el único de los siete campos de aviación de todo Stalingrado aún en manos de los alemanes. El 22 de enero, la última aeronave He 111 abandonó el campo de aviación con 19 soldados heridos, el último vuelo de Stalingrado para el 6.º Ejército. Gumrak finalmente fue recuperado el 23 de enero, dejando al 6.º Ejército sin ningún medio de apoyo directo.

## Aerolíneas y destinos

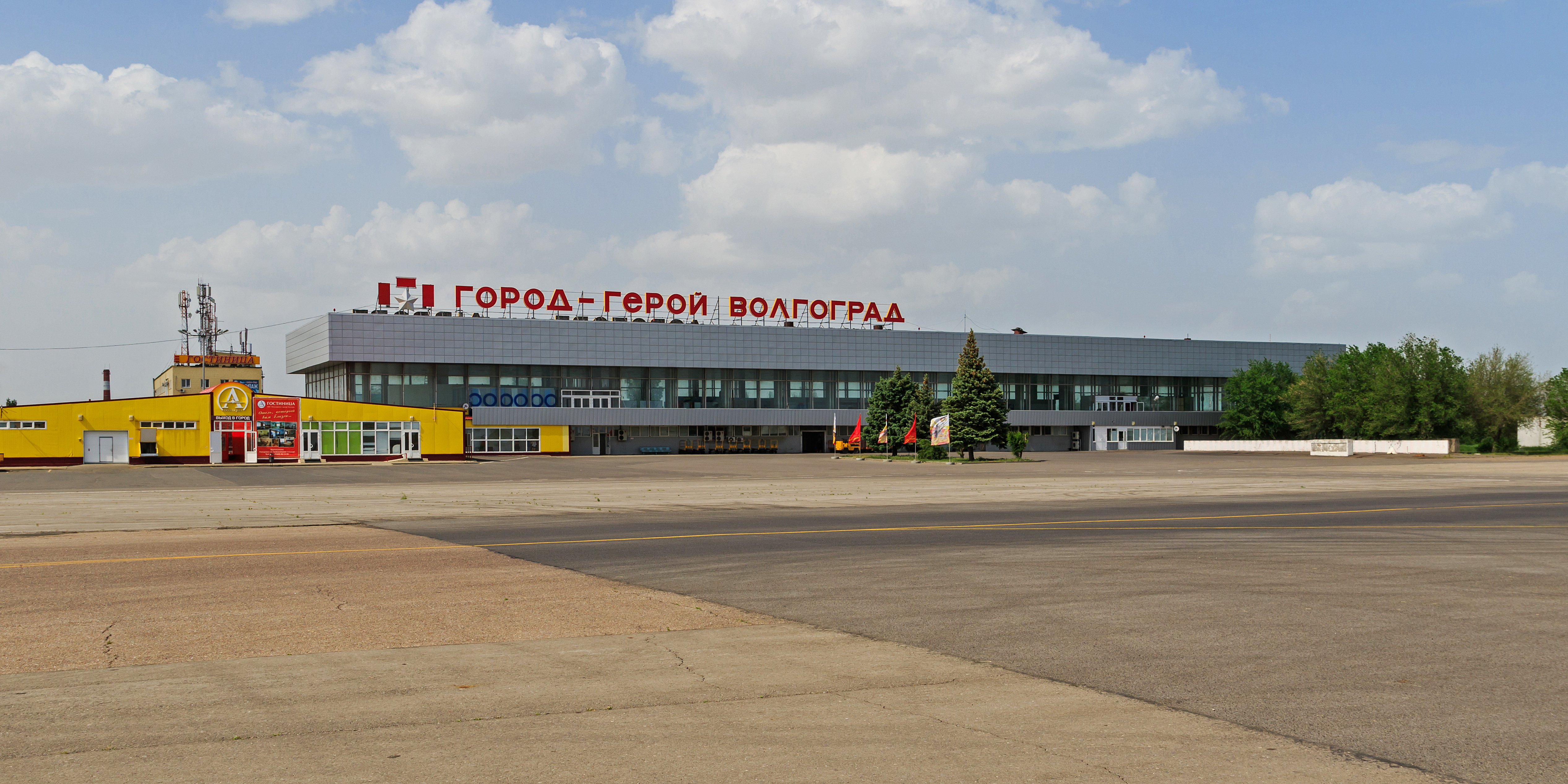
Foto del aeropuerto de Volgogrado

| Aerolíneas                    | Destinos                                                                     |
| ----------------------------- | ---------------------------------------------------------------------------- |
| Aeroflot                      | Moscú-Sheremetyevo                                                           |
| Aeroflot operado por Dobrolet | Moscú-Sheremetyevo (desde agosto de 2014)                                    |
| Aeroflot operado por Donavia  | Temporal: Sochi                                                              |
| flydubai                      | Dubai                                                                        |
| Orenair                       | Charter temporal: Antalya                                                    |
| RusLine                       | Krasnodar, Moscú-Domodedovo, Rostov del Don, Surgut, San Petersburgo, Ereván |
| S7 Airlines                   | Moscú-Domodedovo                                                             |
| SCAT                          | Aktau                                                                        |
| Transaero Airlines            | Charter temporal: Pafos                                                      |
| Ural Airlines                 | Dusambé, San Petersburgo                                                     |
| UTair Aviation                | Moscú-Vnukovo, Perm, Surgut                                                  |
| Uzbekistan Airways            | Tashkent, Urgench                                                            |